# Mutusca
Mutusca is een geslacht van wantsen uit de familie van de Alydidae (Kromsprietwantsen). Het geslacht werd voor het eerst wetenschappelijk beschreven door Stål in 1866.

## Soorten
Het genus bevat de volgende soorten:

- Mutusca attenuata (Distant, 1920)
- Mutusca brevicornis (Dallas, 1852)
- Mutusca prolixa (Stål, 1860)